# Padloping Island
Padloping Island – niezamieszkana wyspa w Cieśninie Davisa, w Archipelagu Arktycznym, w regionie Qikiqtaaluk, na terytorium Nunavut, w Kanadzie. Znajduje się w pobliżu północno-wschodnich brzegów Ziemi Baffina. Jej powierzchnia wynosi 150 km². W pobliżu Padloping Island znajdują się wyspy: Paugnang Island (8,9 km), Qaqaluit Island (14 km), Block Island (14 km) i Durban Island (18,8 km).